# Leaf Visual Novel Series
Leaf Visual Novel Series (abrégé en LVNS ou en Visual Novel Series) est le nom d'une série de visual novels / romans vidéoludiques japonais pour adultes développés par le studio Leaf regroupant à l'origine les trois premiers jeux du studio, à savoir Shizuku (janvier 1996), Kizuato (juillet 1996) et To Heart (mai 1997). En 2003, le jeu Routes rejoint la série.

## Histoire
L'objectif de la série Visual Novel Series était de créer un titre similaire aux sound novels de la série Sound Novel de Chunsoft. Cependant, comme les titres de Leaf étaient davantage axés sur l'aspect visuel, l'équipe de développement a décidé de désigner leurs jeux comme étant des « visual » novels plutôt que des « sound » novels. La sortie de Shizuku marquait la toute première fois qu'un jeu vidéo était classé comme « visual novel » et le terme allait gagner en popularité après le grand succès de To Heart, qui a ensuite été porté sur les consoles et a rendu la franchise To Heart en une franchise multimédia.

## Jeux de la série
| Jeux de la série Leaf Visual Novel Series. |          |
| 1996                                       | Shizuku  |
| 1996                                       | Kizuato  |
| 1997                                       | To Heart |
| 1998                                       |          |
| 1999                                       |          |
| 2000                                       |          |
| 2001                                       |          |
| 2002                                       |          |
| 2003                                       | Routes   |

- Shizuku (1996)
- Kizuato (1996)
- To Heart (1997)
- Routes (2003)

## Influence
Au fil du temps, d'autres sociétés ont commencé à imiter la série des visual novels de Leaf, l'exemple le plus célèbre étant Type-Moon dont les premiers titres, tels que Tsukihime et Fate/stay night, s'inspiraient clairement de la série. À l'époque, le groupe a même étiqueté ses titres spécifiquement comme des « visual novels ». Alors que le style de jeu créé par Leaf gagnait en popularité au Japon, le terme lui-même, visual novel, n'était presque jamais utilisé par d'autres sociétés en dehors de Leaf et n'était pas souvent utilisé par les fans japonais. Cependant, en Occident, le terme a été popularisé très fortement après que des sociétés américaines comme Hirameki International aient commencé à l'utiliser pour classer leurs produits. Aujourd'hui, le terme « visual novel » est un terme qui est souvent utilisé pour classer tout type de jeu d'aventure japonais ressemblant à un roman.